# لويس دبليو. روس
لويس دبليو. روس (بالإنجليزية: Lewis W. Ross)‏ هو محامي وسياسي أمريكي، ولد في 8 ديسمبر 1812 في الولايات المتحدة، وتوفي في 20 أكتوبر 1895 في نفس البلد. حزبياً، نشط في الحزب الديمقراطي. وقد انتخب عضو مجلس النواب الأمريكي.